# 宮城県立光明支援学校
宮城県立光明支援学校（みやぎけんりつ こうみょうしえんがっこう）は、宮城県仙台市泉区南中山五丁目にある県立特別支援学校である。知的障害を主な教育領域とする。

## 概要
知的障害児を主な教育対象とする。学区が定められており、仙台市青葉区全域および宮城野区・若林区・泉区の各区のうち、国道4号仙台バイパスより西側に居住している児童・生徒等を対象としている。
このため、仙台市周辺部では、本校をはじめとして、知的障害を教育領域とする特別支援学校1校当たりの児童生徒数が過密状態となっている。
児童生徒の逼迫対応として、2013年度より、小学部3・4年生の一部を分割して長命ヶ丘分教室を開設（翌年に、新設の宮城県立小松島支援学校へ併合）、2014年度には、小学部そのものを別棟対応とした。

## 児童生徒の障害に応じた課程
- A課程 - 主に、重症心身障害を含む重複障害を有する児童・生徒が対象。すなわち、特別支援学校教諭教育職員免許状で定められる5教育領域中、2つ以上の障害を有するケースが相当（狭義の重複障害）。
- B課程 - 主に、障害自体が知的障害単独（ただし、自閉症・ダウン症などを併せ有するケースを含む）である児童・生徒が対象。すなわち、広義の重複障害の児童・生徒も対象。

## 学部
- 小学部…2014年度より、別立地（宮城県仙台市泉区南中山五丁目3番1号、旧・宮城県特別支援教育センター跡地に所在）。
- 中学部
- 高等部

## 沿革
- 1961年 - 精神薄弱児入所施設「小松島学園」発足。同日、宮城県が仙台市立五城中学校・仙台市立小松島小学校の両校に教員を派遣する形で、前身となる分教室を両校に設置。
- 1962年 - 小松島学園の建物を仮校舎とする形で、宮城県立光明養護学校開校。
- 1971年 - 高等部設置。
- 1974年 - ほたる学園分校開設（後の宮城県立金成支援学校）。
- 1976年 - 重度重複学級（訪問学級）設置
- 1977年 - 石巻分教室を石巻市立湊小学校内に開設（後の宮城県立石巻支援学校）。
- 1978年
  - - 宮城県立金成養護学校の開校に伴い、ほたる学園分校閉校。
  - - 角田分校を社会福祉法人はぐくみ学園内に開設。（後の宮城県立角田支援学校）
  - - 石巻分教室を石巻分校に改組の上、石巻市立山下小学校内に移転。
  - - 名取分教室を名取市立増田小学校内に開設（後の宮城県立名取支援学校）。
  - - 亀亭園分教室を県中央児童館内に開設。
- 1979年
  - - 亀亭園分教室を向山分校に昇格。
  - - 泉分教室を泉市立将監小学校内に、塩竈分教室を塩竈市立第三小学校内にそれぞれ設置（後の宮城県立利府支援学校の母体）。
- 1981年
  - - 名取分教室を名取市高舘に移転。
  - - 校歌制定。
- 1982年
  - - 宮城県立角田養護学校の開校に伴い、角田分校閉校。
  - - 石巻分校を石巻市立湊小学校内に移転。
- 1983年 - 宮城県立石巻養護学校の開校に伴い、石巻分校閉校。
- 1985年 - 名取分教室を名取分校に昇格。
- 1987年 - 宮城県立名取養護学校の開校に伴い、名取分校閉校。
- 1989年 - 宮城県立利府養護学校の開校に伴い、泉分教室および塩竈分教室閉校。
- 1993年 - 向山分校閉校。
- 1994年
  - - 現在地に移転（これに併せて、一部地域では、名取養護および利府養護との学区交換を実施）。
  - - エコー療育園へ訪問指導開始。
  - - 校木「イチョウ」、スクールカラー「スカイブルー」制定。
- 1999年 - 高等部重複学級・訪問教育認可。
- 2009年 - 宮城県の条例改正により、校名を「宮城県立光明支援学校」に変更。
- 2013年 - 仙台市立長命ヶ丘小学校内に長命ヶ丘分教室を開設。同分教室内に、宮城県立小松島支援学校（当時、仮称）開校準備室を設置。
- 2014年 - 宮城県立小松島支援学校開校に伴い、長命ヶ丘分教室を同支援学校に併合。当校側は、小学部を近隣の建物（旧・宮城県特別支援教育センター跡地を改修）に移転し、別立地となった。併せて、名取・利府(富谷校を含む)・古川の3支援学校(プラス利府支援富谷校)を含めた5校による通学区再編を実施。

## 教育理念
- 「この子らに光明を」・「この子らを光明に」

## アクセス
- 仙台市営バス利用の場合 仙台駅前バスプールから約45分。北仙台駅前から約25分。南中山五丁目（以前の特別支援教育センター前停留所）下車徒歩5分。
- 地下鉄・タクシー利用の場合 泉中央駅、八乙女駅、北仙台駅などから20分程度。

## 分校・分教室等

### 過去に存在した分校・分教室等
- ほたる学園分校（現在の宮城県立金成支援学校の母体）
- 石巻分教室→石巻分校（現在の宮城県立石巻支援学校の母体）
- 角田分校（現在の宮城県立角田支援学校の母体）
- 名取分教室→名取分校（現在の宮城県立名取支援学校の母体）
- 亀亭園分教室→向山分校（学区交換により、近隣の児童生徒は当時の名取養護学校へ移行し、組織自体は本校へ統合）
- 泉分教室（現在の宮城県立利府支援学校の母体）
- 塩竈分教室（同上。ただし、現在の宮城県立利府支援学校塩釜校とは別の組織）
- 長命ヶ丘分教室（現在の宮城県立小松島支援学校の母体） - 仙台市立長命ヶ丘小学校（仙台市泉区長命ヶ丘五丁目14番1号）に併設

2013年度のみ、小学部3年次及び4年次のB課程のクラスに所属する児童を、本校とは別立地で対応していた。小松島支援学校の開設準備室も設けられていた。